# Mouilly
Mouilly é uma comuna francesa na região administrativa de Grande Leste, no departamento de Meuse. Estende-se por uma área de 10,96 km². Em 2010 a comuna tinha 113 habitantes (densidade: 10,3 hab./km²).